# السودة (عفرين)
السودة  قرية سوريّة تتبع إداريّاً لمحافظة حلب منطقة عفرين ناحية راجو، بلغ تعداد سكانها 256 نسمة حسب التعداد السكاني لعام 2004.